# Paul-Marie Cao Ðình Thuyên

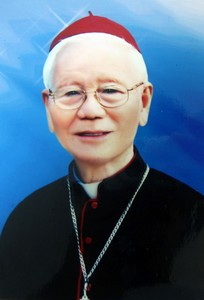
Paul-Marie Cao Ðình Thuyên, 2015

Paul-Marie Cao Ðình Thuyên (* 7. Januar 1927 in Trang Luu; † 29. August 2022 in Vinh) war ein vietnamesischer Geistlicher und römisch-katholischer Bischof des Bistums Vinh.

## Leben
Paul-Marie Cao Ðình Thuyên empfing nach seiner theologischen Ausbildung am Xa-Doi-Seminar am 14. Mai 1960 die Priesterweihe durch Bischof Gioan Baotixita Trần Hữu Đức und wurde in den Klerus des Bistums Vinh inkardiniert und war in der Seelsorge tätig.
Papst Johannes Paul II. ernannte ihn am 6. Juli 1992 zum Koadjutorbischof von Vinh. Der damalige Bischof von Vinh, Pierre-Jean Trân Xuân Hap, spendete ihm am 19. November desselben Jahres die Bischofsweihe; Mitkonsekratoren waren Paul Joseph Kardinal Phạm Đình Tụng, Erzbischof von Hanoi, und Joseph Nguyên Tùng Cuong, Bischof von Hải Phòng. Sein bischöflicher Wahlspruch war Per crucem Christi crucifixi. 
Nach der Emeritierung Pierre-Jean Trân Xuân Haps folgte er ihm am 11. Dezember 2000 als Bischof von Vinh nach. 
Am 13. Mai 2010 nahm Papst Benedikt XVI. seinen altersbedingten Rücktritt an. Paul-Marie Cao Ðình Thuyên starb am 29. August 2022 im Alter von 95 Jahren in Vinh.